# 对称群 (n次对称群)

對稱群S_{4}的凯莱图

数学上，集合X上的对称群记作SX或Sym(X)。它的元素是所有X到X自身的双射。由于恒等函数是双射，双射的反函数也是双射，并且两个双射的复合仍是双射，这个集合关于函数的复合成为群，即是置换群Sym(X)。两个函数的复合一般记作f o g，在置换群的表示里简记作fg。
对称群在很多不同的数学领域中，都扮演了重要角色。包括：伽罗华理论、不变量理论、李群的表示理论和组合学等等。

## 有限置换群
各种置换群中，有限集合上的置换群有着特殊的重要性。 
令X = {1,...,n}，
称X上的对称群是Sn。
X上所有的排列构成了全部一一映射的集合，因此，Sn有n!个元素。对n > 2，Sn不是阿贝尔群。当且仅当n ≤ 4时，Sn是可解群。对称群的子群称为置换群。

## 置换的乘积
对称群中，两个置换的乘积就是指双射函數的复合，由符号"∘"（U+2218 ∘ ）來表示，也可以省略。例如：
{\displaystyle f=(1\ 3)(4\ 5)(2)={\begin{bmatrix}1&2&3&4&5\\3&2&1&5&4\end{bmatrix}}}
{\displaystyle g=(1\ 2\ 5)(3\ 4)={\begin{bmatrix}1&2&3&4&5\\2&5&4&3&1\end{bmatrix}}}
f与g的复合应先适用g，其后适用f。那么在g中的次序1将先被映射為元素2，然后再由 f的次序2变换成元素2，g的次序2先映射為5，然后由 f的次序5变换成4；3被 f∘g变换成5，如此类推。所以 f乘以g是：
{\displaystyle fg=f\circ g=(1\ 2\ 4)(3\ 5)={\begin{bmatrix}1&2&3&4&5\\2&4&5&1&3\end{bmatrix}}}
容易证明长度为L =k·m的轮换(或稱循環，如下節敘述)，它的k次方会分解为k个长度为m的轮换。比如(k = 2, m = 3)：
{\displaystyle (1~2~3~4~5~6)^{2}=(1~3~5)(2~4~6)~}。

## 对换
对换指只交换集合中的两个元素而使其他元素仍变换到自身的置换，例如(1 3)。每个置换都能写成一系列对换的乘积。比如上例中的g = (1 2)(2 5)(3 4)。
由于g能被写成奇数个对换的乘积，g是一个奇置换。与此相反的，f是一个偶置换。
一个置换表达成对换乘积的方式不是唯一的，但每种表达方式中对换的个数的奇偶性不变，可以据此定义奇置换和偶置换。
两个偶置换的乘积是偶置换，两个奇置换的乘积是偶置换，奇置换和偶置换的乘积是奇置换，偶置换和奇置换的乘积是奇置换。于是可以定义置换的正負號（sign）：
{\displaystyle \operatorname {sgn} (f)=\left\{{\begin{matrix}+1,&{\mbox{if }}f{\mbox{ is even}}\\-1,&{\mbox{if }}f{\mbox{ is odd}}\end{matrix}}\right.}
在这个定义下，
sgn: Sn → {+1,-1}
是一个群同态。({+1,-1}关于乘法构成群)，这个同态的同态核是所有的偶置换，称作n次交错群，记作An。它是Sn的正规子群，有n! / 2个元素。
置换的正負號也可以定义为：
{\displaystyle \operatorname {sgn} (f)=(-1)^{n-O(n)}}
其中n-O(n)表示置换f的轮换指数，O(n)表示置换f的轨道（orbit）数。群Sn是An和由一個單一對換生成的任何子群的半直積。

## 轮换
轮换指一种置换f，使得对集合{1,...,n}中的某个x，x, f(x), f2(x), ..., fk(x) = x是f作用下不映射到自身的所有元素。比如说，以下的置换h
{\displaystyle h={\begin{bmatrix}1&2&3&4&5\\4&2&1&3&5\end{bmatrix}}}
就是一个轮换。因为h(1) = 4, h(3) = 1，h(4) = 3。2，5不变。我们将这个轮换记作(1 4 3)，它的长度是3。轮换的阶数等于它的长度。如果两个轮换移动的元素皆不相同，则称它们不交。不交的轮换是可交换的，例如(3 1 4)(2 5 6) = (2 5 6)(3 1 4)。每个Sn中的元素都可以写成若干个互不相交的轮换的乘积。如果不计轮换的排列次序，这种表示是唯一的。

## 共轭类
Sn的共轭类是对于置换轮换表达的结构来说的。两个置换共轭，当且仅当在它们的轮换表达中，轮换的数量以及长度都相等。比如说，在S5中， (1 2 3)(4 5)与(1 4 3)(2 5)共轭，但不与(1 2)(4 5)共轭。 

## 凱萊定理
凱萊定理：任意群G都与某个变换群同构。
推论：任意有限群都与某个置换群同构。